# Mark V
Czołg Mark V – ulepszona wersja brytyjskiego czołgu Mark IV. Użyty w akcji dopiero pod koniec I wojny światowej w 1918. Okazał się mniej zawodny i łatwiejszy w obsłudze niż wcześniejsze modele. Po raz pierwszy zastosowano dwustopniowe mechanizmy planetarne skrętu, dzięki którym czołgiem mogła kierować 1 osoba. Wprowadzono także wieżę obserwacyjną dla dowódcy.

## Zastosowanie bojowe
Czołgi Mark V zostały użyte w bitwie pod Hamel 4 lipca 1918, wspierając australijskie oddziały w czasie naprawy ich czołgów.
Podczas bitwy pod Amiens w sierpniu 1918, 288 czołgów przedarło się przez niemieckie fortyfikacje.
Dwa czołgi Mark V, prawdopodobnie pochodzące z pomnika w Smoleńsku, zostały zagarnięte podczas II wojny światowej przez Niemcy i weszły w skład kolekcji w Berlinie. Znane są ich zdjęcia przed Starym Muzeum po zdobyciu Berlina – według niektórych publikacji, użyto ich w walkach o miasto jako nieruchome stanowiska broni maszynowej.

## Zachowane egzemplarze
- Bovington Tank Museum – czołg z numerem 9199, jeden z dwóch brytyjskich czołgów z okresu I wojny światowej, które dalej działają;
- Muzeum Czołgów w Kubince;
- Muzeum polowe w Ługańsku – 2 czołgi.